# Ниман, Георг
Георг Ниман (нем. George Niemann; 12 июля 1841, Ганновер — 19 февраля 1912, Вена) — немецко-австрийский архитектор и археолог, исследователь античности. Его считают одной из ключевых фигур первого этапа австрийской археологии.

## Биография
Георг Ниман был сыном подполковника и военного казначея Генриха Нимана и братом писателя Августа Нимана. С 1860 по 1864 год учился в Политехническом институте в Ганновере, затем переехал в Вену, где стал студентом, а затем помощником архитектора Теофила фон Хансена. В 1870 году стал членом «Кюнстлерхауса» (Vienna Künstlerhaus) — венского общества художников. В 1872 году он был назначен профессором теории архитектурного проектирования и перспективы в Венской академии изобразительных искусств. С 1903 по 1905 год был ректором Академии.
Ниман увлекался античной историей и решил посвятить свою жизнь изучению древнегреческой архитектуры. В 1873, 1875 годах вместе с Александром Конце и Отто Бенндорфом он проводил археологические исследования на Самофракии, в 1881—1882 годах вместе с Бенндорфом работал на раскопках в Ликии и Карии (Малая Азия), в 1884—1885 годах участвовал в археологической экспедиции графа Кароля Ланкоронского в Малую Азию, а с 1896 по 1902 год принимал участие в раскопках в Эфесе.
Ниман создал высоко оценённые обмерные чертежи и проекты реконструкции многих археологических сооружений, таких как Парфенон и Эрехтейон в Афинах и Героон в Трисе (ныне Турция). По заданию немецкого археолога Теодора Виганда он разработал проект воссоздания храма Аполлона в Дидимах и дворца Диоклетиана в Спалато для Вильгельма фон Хартеля. Незадолго до своей смерти он создал графическую реконструкцию памятника Нереид из Ксанфа.
В 1889—1890 годах он снова сопровождал Бенндорфа, теперь уже в Румынии. На месте Тропеума Траяна близ Адамклиси вместе с Григоре Точилеску он проводил изыскания, а также в 1892 году по инициативе графа Ланкоронского в Базилике Аквилеи.
Архитектор скончался 19 февраля 1912 года и был похоронен на кладбище Обер-Санкт-Файтер в Вене.

## Наследие
Георг Ниман получил известность не только как архитектор и исследователь античности, но и как рисовальщик и офортист, при том, что его графическое творчество выходило далеко за рамки классических исследований. Ему удалось совместить научную работу по фиксированию античных руин и создание обмерных чертежей с художественными навыками. Во многих перспективных видах, реконструкциях планов и фасадов древних построек ему удавалось оживить старину. Его рисунки Героона в Трисе были особенно ценными. Для этого памятника он проектировал здание, которое должно было стать архитектурным музеем, похожим на более поздний Пергамский музей в Берлине. Эта идея не была осуществлена. В 1941 году Камилло Прашникер организовал в венском Кюнстлерхаусе выставку, на которой были представлены оригинальные рисунки Нимана из различных архивов — Спалато, Парфенона, Дидим, Эрехтейона и Эфеса.
- Дворец императора Диоклетиана в Спалато (Сплите). Южная стена с видом на море. Чертёж Георга Нимана. 1906

## Основные публикации
- Совместно с А. Конце и А. Хаузером. Археологические исследования на Самофракии (Archäologische Untersuruchungen auf Samothrake, 1875)
- Совместно с О. Бенндорфом. Путешествие на юго-запад Малой Азии (Reisen im südwestlichten Kleinasien, 1884)
- Справочник по линейной перспективе для художников (Handbuch der Linear-Perspektive für bildende Künstler, 1882)
- Совместно с О. Бенндорфом. Героон в Трисе (Das Heroon von Gjölbaschi-Trysa, 1889)
- Совместно с О. Петерсеном и К. Ланкоронским. Города Памфилии и Писидии (Städte Pamphyliens und Pisidiens, 1890)
- Теофил Хансен и его работы (Theophilos Hansen und seine Werke, 1893)
- Совместно с Г. Точилеску и О. Бенндорфом. Памятник Адамклисси. Тропеум Траяна (Das monvment von Adamklissi. Tropaevm Traiana, 1895)
- Дворец Диоклетиана в Спалато (Der Palast Diokletians in Spalato, 1910)
- Карл Ланкоронский при участии О. Петерсена и Г. Нимана. Города Памфилии и Писидии. 2 тома (Städte Pamphyliens und Pisidiens, 1890 и 1892)
- Алтарь Мира Августа (Ara Pacis Augustae, 1902)